# Штофрова-Гута
Штофрова-Гута (пол. Sztofrowa Huta, нім. Stoffershütte) — село в Польщі, у гміні Нова Карчма Косьцерського повіту Поморського воєводства.
Населення — 98 осіб (2011).
У 1975-1998 роках село належало до Гданського воєводства.

## Демографія
Демографічна структура станом на 31 березня 2011 року:
|          | Загалом | Допрацездатний вік | Працездатний вік | Постпрацездатний вік |
| -------- | ------- | ------------------ | ---------------- | -------------------- |
| Чоловіки | 51      | 11                 | 37               | 3                    |
| Жінки    | 47      | 17                 | 24               | 6                    |
| Разом    | 98      | 28                 | 61               | 9                    |